# Clara Engelen
Laurentia Clara Elisabeth Engelen (geboren am 4. Februar 1879 in Leeuwarden; gestorben am 20. Februar 1956 in Wassenaar) war eine niederländische Kunsthistorikerin und Museumsdirektorin.

## Leben
Engelen war die zweite Tochter von Daniël Otto Engelen (20. Mai 1844 bis 17. Februar 1915) und dessen Frau Elisabeth Dorothea (geborene Fischer, 7. Mai 1841 bis 10. April 1888). Ihre ältere Schwester Sara Susanna Engelen (26. Juni 1876 bis 21. Januar 1886), die schon früh verstorben war. Nachdem ihre Mutter 1888 in Almelo ebenfalls verstorben war, nahm ihr Vater 1890 Julia Carolina Elisabeth Velthaus zur Frau (18. November 1862 bis 18. Dezember 1936).
Engelen besuchte die Grundschulen in Leeuwarden, Almelo und Zutphen und anschließend die dortige Sekundarschule und die Kunstgewerbe- und Zeichenschule. Sie lebte von 1888 bis 1937 in Zutphen. Ihr Vater war dort seit 1888 als Richter am Bezirksgericht tätig und fungierte von 1897 bis zu seinem Tod als dessen Präsident. Ab 1902 gab sie Unterricht in Kunstgeschichte für Mädchen. Im Jahr 1907 besuchte sie Vorlesungen an der Universität Utrecht bei Willem Vogelsang, um sich fortzubilden.
Die Vereinigung „Zutphen Vooruit“ berief sie 1908 zum Mitglied des Museumsausschusses, anschließend wurde sie dort Sekretärin und Schatzmeisterin. Am 1. Januar 1910 wurde sie die Nachfolgerin des Museumskurators Johannes Gimberg (1850–1930). Die Sammlungen des Stedelijk Museums umfassten die Bereiche Archäologie, Topographie, Münzen und Silber. 1915 organisierte sie mit Johanna van Gogh-Bonger eine Ausstellung mit rund achtzig Aquarellen, Radierungen und Zeichnungen aus dem Nachlass von Vincent van Gogh. Ab 1912 wurde sie von Wilhelmina van Alphen unterstützt. Engelen veröffentlichte Ausstellungskataloge und organisierte zahlreiche Ausstellungen, unter anderem anlässlich des 25-jährigen Bestehens des Museums. Durch ihre Recherchen gelang es ihr gemeinsam mit dem Silberexperten Elias Voet Jr. rund 150 Silberstücke mit der Punze von Zutphens aufzuspüren. Dabei handelte es überwiegend um Dekorationsgegenstände aus dem 17. und 18. Jahrhundert, Kirchen- und Stadtsilber. 1930 trat sie der neu gegründeten Stiftung zum Schutz prähistorischer Kulturdenkmäler in Gelderland bei. Am 1. Juli 1937 schied sie aus dem Museumsdienst aus und zog nach Den Haag. Dort heiratete sie am 6. Januar 1939 den Börsenmakler Johan Albrecht Merens (1. Juli 1877 bis 12. Juni 1966), die Ehe blieb kinderlos.
Sie wurde in einem Familiengrab in Haarlem beigesetzt in dem auch ihr Ehemann und dessen Sohn aus erster Ehe bestattet wurden.

## Auszeichnungen
- 1928 erhielt sie die Silbermedaille der Gemeinde Zutphen für ihren Einsatz bei der Eröffnung der Ausstellung Altes Silber.
- 1937 wurde sie bei ihrer Verabschiedung aus dem Museumsdienst mit der Rijksmuseum-Medaille ausgezeichnet.

## Publikationen (Auswahl)
- Indrukken van Finland „De Aarde en haar volken“. 1906.
- Een overzicht van de ontwikkeling der tuinkunst in West-Europa. In: Het huis, oud en nieuw. 7. Auflage. 8. Jahrgang, 1910, S. 193–207 (delpher.nl).
- Catalogus van voorwerpen in de Oudheidkamer van Zutphen en de Graafschap. Zutphen 1916.